# Tatort: Mord in der ersten Liga
Mord in der ersten Liga ist ein Film aus der Krimireihe Tatort. Er wurde am 20. März 2011 erstgesendet. Es handelt sich um die Tatort-Folge 794. Für Charlotte Lindholm, alias Maria Furtwängler, ist es ihr 18. Fall. Es ist der erste Tatortfilm, der sich mit Homosexualität und Homophobie im Profifußball beschäftigt.

## Handlung
Der Profifußballer Kevin Faber von Hannover 96 steht vor einer großen Karriere. Doch er bekommt anonyme Morddrohungen, seit er sich in einem TV-Interview für ein Stadionverbot gegen Hooligans ausgesprochen hatte. Nach einem Spiel gibt er der mit ihrem Sohn anwesenden Kommissarin Charlotte Lindholm ein Autogramm. Am selben Abend wird er ermordet am Maschsee aufgefunden. Bei ihren Ermittlungen nimmt Lindholm sofort die Hooligan-Szene von Hannover 96 ins Visier. Doch auch Fabers Mannschaftskamerad und bester Freund, Ben Nenbrook, scheint etwas zu verbergen zu haben. Fabers Berater und Ersatzvater, Leo Biller, hatte für seinen Schützling scheinbar bereits einen Vertrag bei Inter Mailand klargemacht und ist ebenfalls erschüttert über den gewaltsamen Tod des hoffnungsvollen Talents.
Lindholm kann über einen Chatroom der Hooligans einen gewissen „Robben“ ausfindig machen. Dieser entpuppt sich als der Journalist Jan Liebermann, der verdeckt in der Hooligan-Szene recherchiert. Zwischen ihm und Lindholm bahnt sich eine Romanze an. Derweil kommt Lindholm hinter das Geheimnis von Ben Nenbrook: Er ist homosexuell und sein Partner ist der Antiquitätenhändler Jochen Kramer, der ebenfalls kurz zum Kreis der Verdächtigen zählte, weil sein Auto in der Nähe des Tatorts stand und er erklärte, betrunken gewesen zu sein und sich an nichts erinnern zu können.
Der Hooligan, der sich „Direktor“ nennt und im Chat offen zum Mord an Faber aufgerufen hatte, kann ebenfalls ermittelt werden. Am Ende stellt sich heraus, dass der „Direktor“ und ein weiterer Hooligan tatsächlich am Tatort waren. Allerdings lag Faber zu diesem Zeitpunkt bereits im Sterben, denn sein Berater Biller hatte ihm im Affekt mit einem Stein den Schädel eingeschlagen, weil er ihm eröffnet hatte, sich von ihm trennen zu wollen und sich in Zukunft selbst zu managen. Die Hooligans hatten auf den Sterbenden eingetreten und dies gefilmt. Ben Nenbrook bekennt sich auf einer Pressekonferenz offen zu seiner Homosexualität, und beim nächsten Spiel empfangen ihn die Fans statt mit Schmährufen mit aufmunterndem Applaus.

## Hintergrund

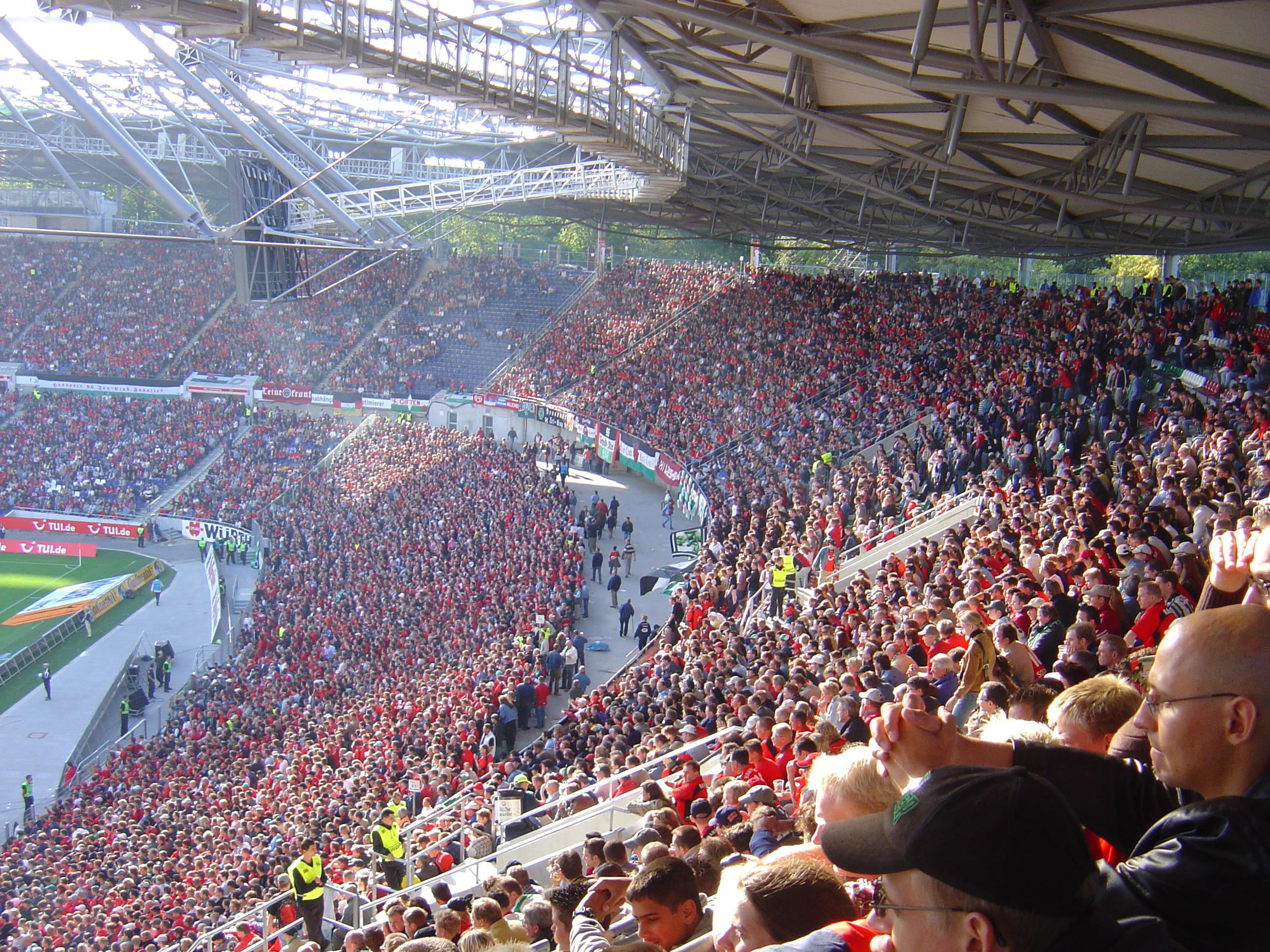
Hannover-96-Fankurve in der AWD-Arena

Gedreht wurde unter anderem an Originalschauplätzen in der AWD-Arena von Hannover 96. Am 20. November 2010 fanden Dreharbeiten während des von 49.000 Zuschauern besuchten Bundesliga-Spiels zwischen Hannover 96 und dem Hamburger SV statt. Im Vorfeld hatte es Kritik an Hannover als Drehort eines Krimis zum Thema Fußball gegeben, weil dort Nationaltorwart Robert Enke gespielt hatte, der sich ein Jahr zuvor das Leben genommen hatte. Die Idee, einen Tatort über homosexuelle Fußballprofis zu drehen, soll einigen Berichten zufolge von DFB-Präsident Theo Zwanziger stammen. Belegt ist, dass Zwanziger einen Tatort (Tatort: Im Abseits) zum Thema Frauenfußball anlässlich der Fußball-Weltmeisterschaft der Frauen 2011 anregte, der im November 2010 mit der Ermittlerin Lena Odenthal vom SWR gedreht wurde und bei dem Zwanziger selber einen Gastauftritt hat.
In dem Film spielt der Moderator, Journalist und Stadionsprecher Arnd Zeigler in einem kurzen Gastauftritt einen Fußballreporter und Stadionsprecher.

## Rezeption

### Einschaltquoten
Die Erstausstrahlung von Mord in der ersten Liga wurde in Deutschland von 9,42 Millionen Zuschauern gesehen und erreichte einen Marktanteil von 25,2 % für Das Erste; in der Gruppe der 14- bis 49-jährigen Zuschauer konnten 3,14 Millionen Zuschauer und ein Marktanteil von 19,9 % erreicht werden.

### Kritiken
Die Kritiken fielen unterschiedlich aus:
Christian Buß verglich in Spiegel Online den Tatort mit der Bremer Tatort-Folge Endspiel aus dem Jahr 2002 von Ciro Capellari, „in der sehr klug die Themen Homophobie, Rassismus und wirtschaftliche Ausbeutung in den unteren Regionen des deutschen Fußballs ausgeleuchtet wurden“. In Mord in der ersten Liga würden nun Homophobie und Hooliganismus zusammengebracht, was aus „Sicht eines Sportfunktionärs wie Theo Zwanziger zwar wahnsinnig kritisch“ erscheine, aber offengelegt würden „die destruktiven Kraftströme innerhalb der Fußballkultur […] nicht wirklich“.
Ulrike Klode nannte dagegen in Stern.de den Tatort „rundum gelungen“ und lobte das Drehbuch von Harald Göckeritz. Es sei „gut und hält viele überraschende Wendungen parat. Auch die Bilder tragen ihren Teil dazu bei, dass dieser Tatort ein spannendes Vergnügen ist.“ Die Macher hätten es sich „nicht leicht gemacht“: „Einen Mord an einem Hannover-96-Spieler zu erzählen und die Themen ‚Homosexualität im Profifußball‘, ‚Hooligan-Gewalt‘ und ‚Manager, die gleichzeitig Ziehväter sind‘ zu behandeln, hätte sehr leicht schiefgehen können.“ Aber es sei gelungen, „Handlung und Dialoge des Tatorts nicht in Klischees abgleiten zu lassen – auch wenn der Täter dann doch irgendwie aus enttäuschter Liebe handelte.“